# Alhäxkvast
Alhäxkvast (Taphrina epiphylla) är en svampart som tillhör divisionen sporsäcksvampar, och som först beskrevs av Richard Emil Benjamin Sadebeck, och fick sitt nu gällande namn av Pier Andrea Saccardo. Alhäxkvast ingår i släktet Taphrina, och familjen häxkvastsvampar. Arten är reproducerande i Sverige.